# دیمیتار لارگوف
دیمیتار لارگوف (بلغاری: Димитър Симеонов Ларгов؛ ۱۰ سپتامبر ۱۹۳۶ – ۲۶ نوامبر ۲۰۲۰) بازیکن فوتبال اهل بلغارستان بود.
وی همچنین در تیم ملی فوتبال بلغارستان بازی کرده‌است.